# كاثي أولد
كاثي أولد هي لاعبة كرلنغ كندية، ولدت في 1971 في تورونتو في كندا.